# Oskar-von-Miller-Straße 2 (Bad Kissingen)

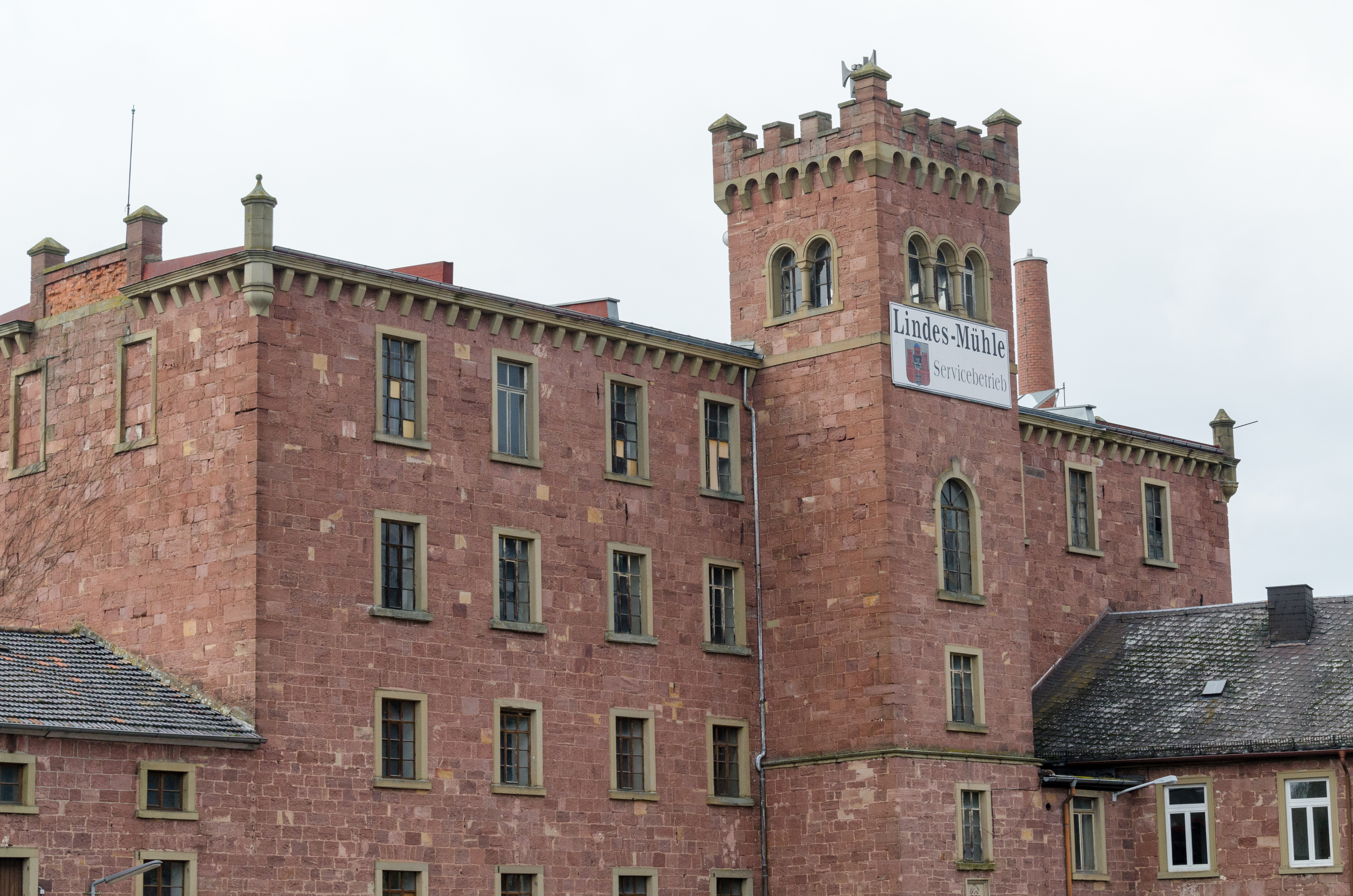
Oskar-von-Miller-Straße 2 in Bad Kissingen

Die Lindesmühle, Oskar-von-Miller-Straße 2, in Bad Kissingen, der Großen Kreisstadt des unterfränkischen Landkreises Bad Kissingen, gehört zu den Bad Kissinger Baudenkmälern und ist unter der Nummer D-6-72-114-322 in der Bayerischen Denkmalliste registriert.

## Geschichte
Vor der heutigen Lindesmühle befand sich an diesem Standort eine malerische Gebäudegruppe mit einem Mühlenbau mit Fachwerkobergeschoss und Halbwalmdach. Die über die Lindesmühlpromenade erreichbare Anlage war ein beliebtes Ausflugsziel.
Die Lindesmühle (ehemalige Kunstmühle) entstand im Jahr 1886 im historistischen Stil. In ihrer heutigen Form handelt es sich um eine mehrteilige, burgartige Gebäudegruppe. Sie besteht aus einem fünfgeschossigen Hochbau mit zinnenbekröntem Turm, einem südlichen zweigeschossigen Satteldachanbau sowie einem nördlichen zweigeschossigen Flügelanbau mit Satteldach und Treppengiebel. Alle Gebäudeteile sind Rotsandsteinquaderbauten mit Grausandsteingliederung. Vier Mahlgänge und zehn Walzenstühle erbrachten eine Leistung von 1.800 Zentnern pro Woche.
Am 19. April 1898 wurde die Lindesmühle durch den vielleicht größten Brand Bad Kissingens zerstört. Die österreichische Kaiserin Elisabeth von Österreich-Ungarn, die gerade in der Villa Monbijou am Bad Kissinger Altenberg weilte, beobachtete wohl die Geschehnisse um den Brand.
Im Jahr 1899 wurde die Lindesmühle durch den Bad Kissinger Architekten Carl Krampf neu errichtet. Die Leistung der Mühle lag nun bei 800 bis 1.000 Zentnern pro Tag.
Seit 1961 wurde die Anlage als Bauhof genutzt, der später in das Gewerbegebiet Bad Kissingen-Süd verlegt wurde, wo im Jahr 2002 mit der Planung einer neuen Bauhofanlage  begonnen worden war.
In den Jahren 2016/17 wurde die Lindesmühle saniert. Zu den Gesamtkosten der Maßnahme in Höhe von 400.000 Euro trug die Bayerische Landesstiftung München einen Beitrag in Höhe von 50.000 Euro bei.